# Heteronyx dentipes
Heteronyx dentipes är en skalbaggsart som beskrevs av Blackburn 1889. Heteronyx dentipes ingår i släktet Heteronyx och familjen Melolonthidae. Inga underarter finns listade i Catalogue of Life.